# Els de Groen
Pour les articles homonymes, voir Groen (homonymie).
Els de Groen, née Elly Kouwenhoven le 23 décembre 1949 à La Haye, est une écrivain et femme politique néerlandaise.

## Carrière
Diplômée d'un certificat d'enseignement secondaire, elle est professeur de français (1970-1975), puis écrivain, essayiste et chroniqueuse. Elle est critique littéraire de livres pour enfants (1985-1992), et rédactrice en chef du journal des enfants publié par Algemeen Dagblad (1986-1989). Elle travaille pendant vingt ans pour des magazines d'actualité et publie plusieurs ouvrages.
Elle est députée européenne de 2004 à 2009. Elle est membre du parti Europe Transparent (en), qui se lie avec le groupe des Verts/Alliance libre européenne. En tant que député européen, elle est membre de la Commission des libertés civiles, de la justice et des affaires intérieures et de la Commission des pétitions.